# Axel Erdmann (geolog)
Axel Joachim Erdmann, född 12 augusti 1814 i Stockholm, död där 1 december 1869, var en svensk geolog, mineralog och kemist. Han var far till Edvard och Axel Erdmann.

## Biografi
Axel Erdmann var son till grosshandlaren och järnexportören Johan Fredrik Ehregott Erdmann och Anna Fredrika Flygarsson. Efter att ha varit elev vid en privatskola i hemstaden Stockholm blev han 1829 student vid Uppsala universitet. Erdmann avlade 1833 hovrätts- och 1836 bergsexamen i Uppsala samt genomgick 1837-38 Bergsskolan i Falun. År 1850 blev han lärare i mineralogi, geologi, gruvmätning och -brytning vid Bergsskolan och 1852 tillika lärare i kemi vid Högre artilleriläroverket vid Marieberg. Han grundade 1858 Sveriges geologiska undersökning (SGU) och var dess förste chef. År 1846 blev han ledamot av Vetenskapsakademien, var 1868 dess preses och dessutom ledamot av en stor mängd andra in- och utländska lärda samfund. Under många år var han inspektor över de geologisk-mineralogiska och kemiska institutionerna vid Vetenskapsakademien samt hade 1851-60 inseendet över de meteorologiska iakttagelser och vattenhöjdsobservationer, som, efter hans förslag, dagligen utfördes vid fyrbåksstationerna. År 1854 fick han professors namn.
Vintern 1839-40 var han elev hos Jöns Jacob Berzelius och sysselsatte sig sedermera på sitt enskilda laboratorium med rent kemiska och mineralogiska studier, under vilka han upptäckte flera nya mineral, till exempel praseolit och esmarkit, leukofan, uvarovit och monradit. Han började även att ägna sig åt geologi, huvudsakligen inom Sverige, och deltog 1841-48 i de av Brukssocieteten bekostade, under Jakob Henrik af Forselles ledning ställda undersökningarna av Sverige i geognostiskt hänseende. Han lämnade dock detta arbete kort före den slutliga bearbetningen och kartutgivningen på grund av meningsskiljaktigheter med företagets ledare. Han fortsatte dock att på egen hand utföra geologisk forskning inom Sverige, dels för vetenskapliga, dels för praktiska ändamål. Bland annat utförde han detaljerade undersökningar och upprättade kartor över de geologiska och petrografiska förhållandena vid Tunabergs, Dannemora, Utö och Dalkarlsbergs malmfält, vilka undersökningar, de första i sitt slag inom Sverige, publicerades i Vetenskapsakademiens skrifter och sedermera belönades med Jernkontorets stora medalj.
Under tre utlandsresor (den sista, 1857, med statsbidrag) besökte han bland annat Tyskland, Frankrike och England. På statens och Uppsala läns hushållningssällskaps gemensamma bekostnad undersökte och kartlade han 1856 en del av Uppsala län och utgav 1857 den på detta arbete grundade geologiska kartan över Fyrisåns dalbäcken, vilken var den första - såväl inom som utom Sverige - som omfattade ett större område och med samma fullständighet redogör för de lösa jordavlagringarna som för den fasta bergskorpan. 
Den svenska staten, som tidigare nästan inte gjort någonting för utredandet av Sveriges geologiska förhållanden, upprättade 1858 SGU, för vilket Erdmann utnämndes till chef. Från detta år ägnade han sig åt organisationen och ledningen av den detaljerade geologiska undersökningen och kartläggningen av Sverige. Redan 1862 publicerades tre kartblad jämte beskrivningar, och vid Erdmanns död hade det utkommit mer än 30 blad, tillsammans omfattande en areal av 20 566 km². Han var i oavbruten verksamhet, dels på resor, för att utreda allmänna geologiska förhållanden i stort, till exempel glaciallerans och glacialmärgelns utbredning inom Sverige, rullstensåsarnas lopp och innehåll, urbergarternas förekomst och lagerföljd m.m., dels på inspektion hos de inom olika trakter stationerade biträdande geologerna. Av för mikroskopisk undersökning ämnade tunnslipningar av bergartsprov (troligen de första i Sverige) efterlämnade han en rik samling, vars bearbetning han emellertid endast hann påbörja. För resultaten därav redogjorde han vid nedläggandet av presidiet i Vetenskapsakademien (mars 1869).
Axel Erdmann har en byst i hans likhet dedikerad till honom på Naturhistoriska riksmuseet i Stockholm.

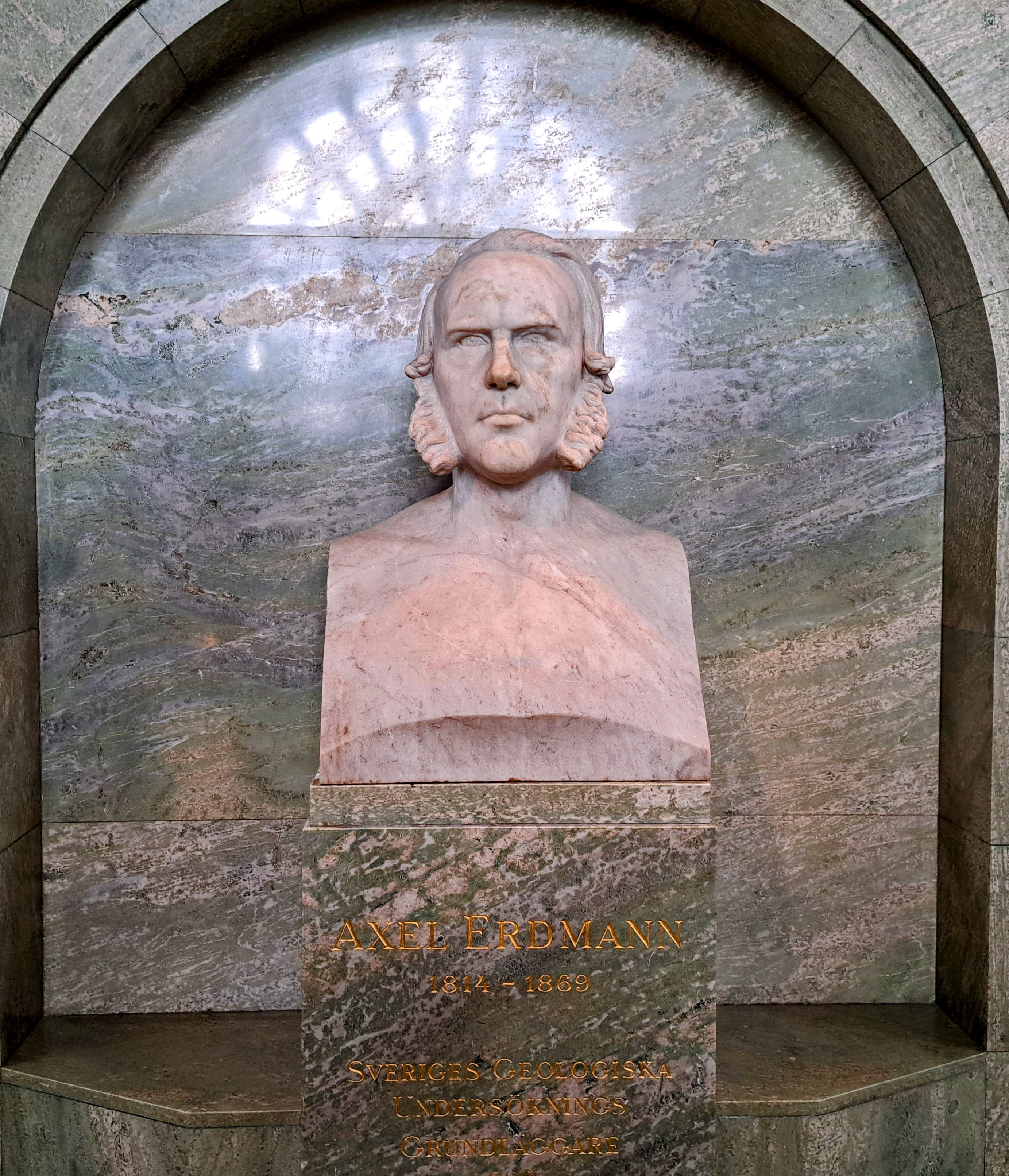